# Camille Lemonnier in het atelier van de kunstenaar

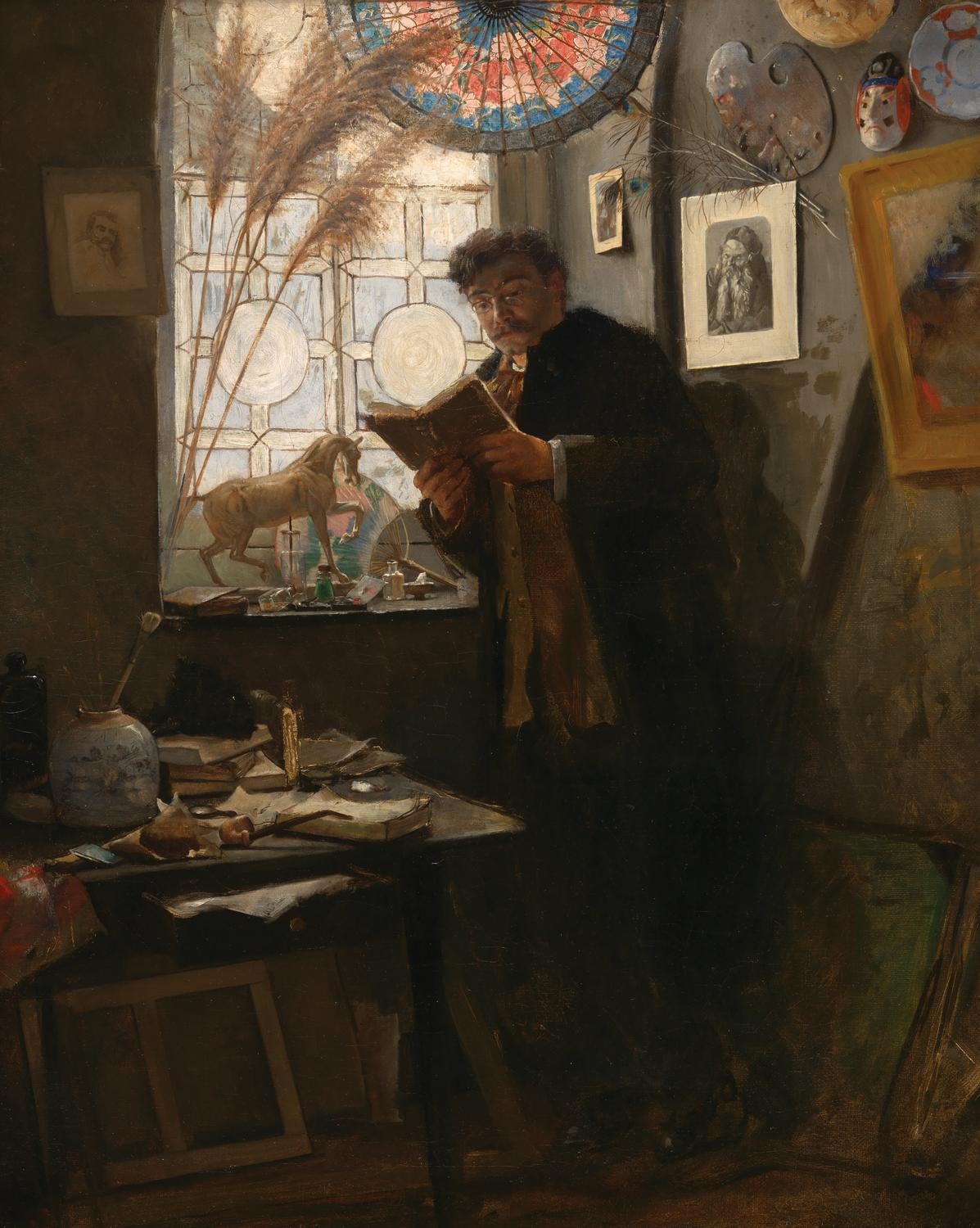
Camille Lemonnier in het atelier van de kunstenaar

Camille Lemonnier in het atelier van de kunstenaar is een schilderij van de Belgische kunstenaar Alfred Stevens. Het werk portretteert Camille Lemonnier en is onderdeel van een serie werken van de kunstenaar met het thema kunstenaarsatelier.

## Beschrijving
Het werk beeldt toont Camille Lemonnier in zijn eigen kunstenaarsatelier, staand lezende in een boek. Het interieur van het atelier bevat tal van eclectische objecten die de persoonlijke interesses van Lemonnier verbeelden, waaronder een reproductie van een tekening van Albrecht Dürer, een terracottapaard, het No-theatermasker aan de muur, een waaier, een papieren paraplu, pauwenveren, stengels pampasgras voor het raam, en meer. Door de interactie van de verschillende objecten ontstaat er een persoonlijke sfeer, conform de gewoonte aan het eind van de 19e eeuw.

## Geschiedenis
Eind 19e eeuw werd het werk geschilderd door Alfred Stevens.
Voor 2014 bevond het werk zich in privécollecties, waaronder dat van de Parijse antiquair André Fabius. In 2014 kocht het Erfgoedfonds van de Koning Boudewijnstichting het werk.
In 2015 werd het schilderij aangekocht door het Erfgoedfonds van de Koning Boudewijnstichting en in langdurig bruikleen gegeven aan het Koninklijke Musea voor Schone Kunsten van België in Brussel.